# KADOKAWAの文庫レーベル
KADOKAWAの文庫レーベル（カドカワのぶんこレーベル）では、株式会社KADOKAWAが発行・発売もしくは同社に吸収合併された角川グループパブリッシング（角川GP）が発売元となっていた文庫本のレーベル一覧について、各ブランド（旧ブランドカンパニー）別に記述する。

## 角川書店
以下は角川書店のレーベルである。ただし「角川文庫」は他のブランドが使用することもある。
- 角川文庫 - 現代日本文学（旧緑帯）・外国文学（旧赤帯）、エッセイ
  - 角川ホラー文庫 - ホラー
  - 角川スニーカー文庫 - ライトノベル（旧青帯）
  - 角川ルビー文庫 - ボーイズラブ
  - 角川ビーンズ文庫 - 少女小説

### 廃刊した角川文庫の派生レーベル
- 角川文庫Fシリーズ - 旧赤帯（700番台以降）のSF・ファンタジー作品を分割
- 角川文庫クラシックス - 明治時代から昭和三十年頃までの近代日本文学、外国文学[2]
- 角川文庫リバイバルコレクション - 角川文庫創刊40周年特別企画。読者アンケートによる主に外国文学の復刻作品。全三回。[3]
- 角川びっくり文庫 → ザテレビジョン文庫 - サブカルチャー
- 角川スニーカー・G文庫 - テーブルトークRPGのリプレイ・サプリメント等
- 角川ティーンズルビー文庫 - 角川ビーンズ文庫に継承
- 角川スカーレット文庫 - 女性向けロマンス
- 角川文庫ハードロマン - 官能小説
- 角川mini文庫（12cmサイズ） - ポケット版、ビギナーズ・クラシックスが派生

## 角川学芸出版
以下は角川学芸出版のレーベルである。統合前のレーベルはいずれも角川文庫からの派生であり、角川書店が発行していた。
- 角川ソフィア文庫 - 以下の2レーベルを統合、角川mini文庫より「ビギナーズ・クラシックス」を継承
  - 角川日本古典文庫 - 旧角川文庫黄帯（創刊時は紫帯）、江戸時代以前の日本の古典作品
  - 角川文庫ソフィア - 旧角川文庫白帯、思想・科学・芸術その他

## 富士見書房
以下は富士見書房のレーベルである。1991年 - 2005年は「角川書店富士見事業部」が正式名称で「富士見書房」は現在と同様にブランドとしての存在であった。富士見書房の文庫レーベルは2013年9月までは独自のISBN（978-4-8291）を使用、同年10月にブランドカンパニー化して以降はKADOKAWAのISBN（978-4-04）に統合されている。
- 富士見ファンタジア文庫 - ライトノベル（ファンタジー等）
- 富士見ドラゴンブック - テーブルトークRPGのリプレイ・サプリメント等
- 富士見L文庫 - ライト文芸

### 廃刊した富士見書房のレーベル
- 富士見文庫 - 一般文芸
  - 富士見ロマン文庫 - 外国官能小説の翻訳
  - 富士見時代小説文庫 - 時代小説
  - 団鬼六文庫 - 団鬼六作品
  - 富士見美少女文庫 - ジュブナイルポルノ専門レーベルの嚆矢
  - 富士見ドラゴンノベルズ - ドラゴンブックより派生、テーブルトークRPGの小説化作品（主に翻訳）
- 富士見ミステリー文庫 - ライトノベル（ミステリ等）
- 富士見新時代小説文庫 - 改めて刊行を開始した時代小説レーベル

## アスキー・メディアワークス
以下はアスキー・メディアワークスおよび旧メディアワークスのレーベルである。
- 電撃文庫 - ライトノベル
  - 電撃ゲーム文庫 - コンピュータゲームの小説化作品[4]
- B-PRINCE文庫 - ボーイズラブ（リブレ出版と共同）
- メディアワークス文庫 - ライト文芸
- ジュエル文庫 - ティーンズラブ

### 旧メディアワークスのレーベル
現在は何れも廃刊。1999年までは主婦の友社が発売していた。
- 電撃ポストカード文庫 - 1994年に3点のみ刊行。電撃文庫掲載作品のカラー口絵を使用したポストカード画集。
- 電撃G's文庫 - ギャルゲーや『電撃G's magazine』『電撃コミックガオ!』連載漫画の小説化作品（一部オリジナル）
- 魔法のiらんど文庫 - ケータイ小説

## エンターブレイン
以下はエンターブレインのレーベルである。アスペクトが発行していたレーベルは含まない。
- ファミ通文庫
  - FB赤 - ライトノベル
  - FB緑 - コンピュータゲームの小説化作品、テーブルトークRPGのリプレイ・サプリメント等
- ビーズログ文庫 - 少女小説
- ビーズログ文庫アリス - 少女小説（現代）

### 廃刊したエンターブレインのレーベル
- KCG文庫 - ライトノベル

## メディアファクトリー
以下はメディアファクトリーのレーベルである。2011年11月に角川グループ傘下となったが2013年9月までは従前のISBN（978-4-8401）を使用、同年10月にKADOKAWAへ吸収合併されブランドカンパニー化して以降はKADOKAWAのISBN（978-4-04）に統合されている。
- MF文庫 - 外国映画の小説化作品など
  - MF文庫J - ライトノベル
  - MF文庫ダ・ヴィンチ - 一般文芸
    - MF文庫ダ・ヴィンチMEW - ライト文芸

  - MF文庫コミック版 - 漫画文庫

### 廃刊したメディアファクトリーのレーベル
- Novel 0 - エンターテインメント小説

## 中経出版
以下は中経出版のレーベルである。2009年4月に角川グループ傘下となったがメディアファクトリーと同様に従前のISBN（978-4-8061）を使用、2013年10月にKADOKAWAのブランドカンパニー化して以降はKADOKAWAのISBNに統合されている。
- 中経の文庫 - ビジネス書、実用書などが中心
- 新人物文庫 - 歴史関連書。旧新人物往来社から継承

## ブランド横断のレーベル
- 角川つばさ文庫（新書判） - 児童文学

ブランドカンパニー化以前は協力出版形式を採っており、タイトルによって角川書店、角川学芸出版、角川マガジンズ（旧角川・エス・エス・コミュニケーションズ）、富士見書房、アスキー・メディアワークス、エンターブレインなど発行元が分かれていた。